# Distretto di Dorneck
Il distretto di Dorneck è un distretto del Canton Soletta, in Svizzera. Confina con il distretto di Thierstein a sud-ovest, con il Canton Basilea Campagna (distretti di Laufen a ovest, di Arlesheim a nord-ovest, di Liestal a est e di Waldenburg a sud-est) e con la Francia (dipartimento dell'Alto Reno nel Grand Est) a nord-ovest. Il capoluogo è Dornach. Prende nome dal castello di Dorneck

## Comuni
Amministrativamente è diviso in 11 comuni:
- Bättwil
- Büren
- Dornach
- Gempen
- Hochwald
- Hofstetten-Flüh
- Metzerlen-Mariastein
- Nuglar-Sankt Pantaleon
- Rodersdorf
- Seewen
- Witterswil